# 日政

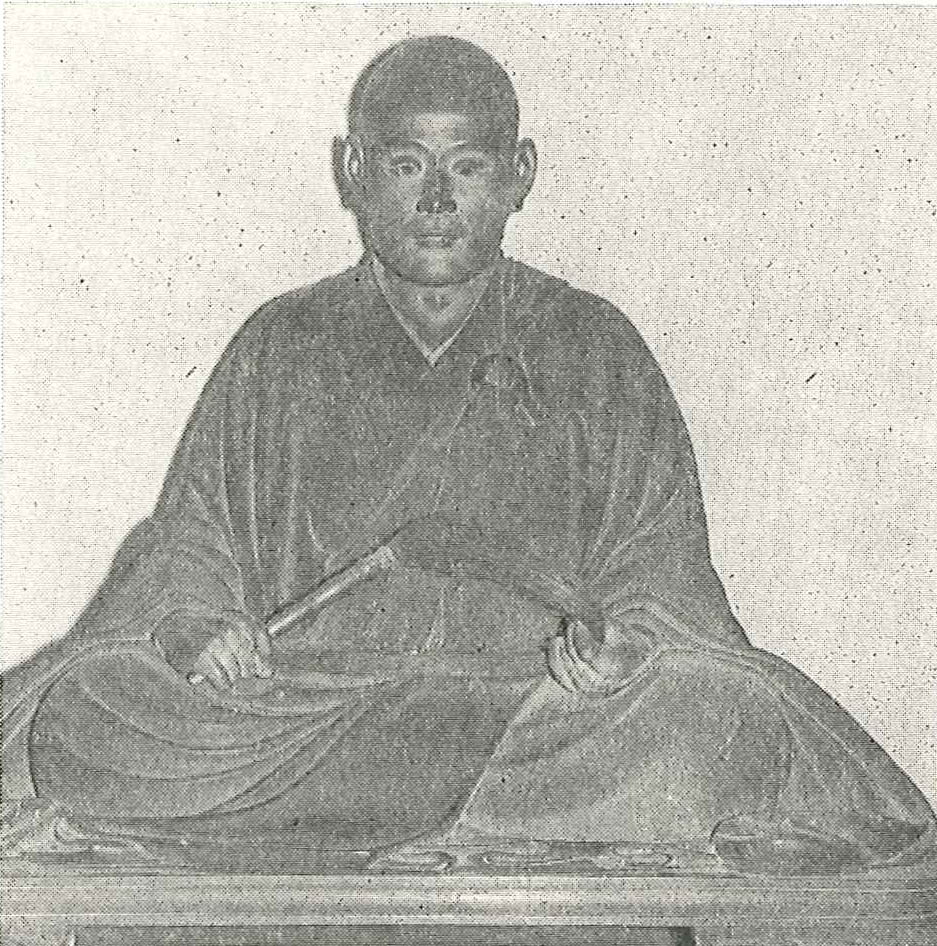
深草元政　瑞光寺蔵

日政（にっせい、通称：元政上人（げんせいしょうにん）元和9年2月23日（1623年3月23日）- 寛文8年2月18日（1668年3月30日））は、江戸時代前期の日蓮宗の僧・漢詩人。山城・深草瑞光寺 (京都市)を開山した。日政は諱であり、俗名は石井元政（もとまさ）。幼名は源八郎、俊平。号は妙子・泰堂・空子・幻子・不可思議など。

## 生涯
京都一条に地下（じげ）官人・石井元好の五男として生まれる。姉は彦根藩主井伊直孝の側室・春光院である。9歳の時に建仁寺・大統院に入り、九厳和尚の薫陶を受ける。後に近江・彦根に移り、13歳から城主の井伊直孝に仕える。松永貞徳に和歌も学んだ。
幼少から山水を愛し、たびたび京都に赴いていたところ、泉涌寺・雲龍院の如周が法華経を講ずるのを聴いて感ずるところあり、病弱なこともあって1649年（慶安2年）に職を辞し、出家して日蓮宗・妙顕寺の日豊について僧となる。中正院の日護・本性寺の日徳と交流し、日蓮宗の秘奥を究めた。1655年（明暦元年）33歳で伏見深草に称心庵（後の瑞光寺）を営み、竹葉庵と号し仏道の修行に励んだ。翌年、79歳になる母の妙種を伴い身延山に参詣し、帰り道に江戸の井伊邸に母を託し、自身は日本橋に宿を取った。甥にあたる井伊直澄はたびたび自分の屋敷に招待したが、日政はそれを固辞し、母を連れて京に帰った。その年に庵のそばに仏殿などを開き、深草山瑞光寺を開山し、法華経修行の道場とし、門下の宜翁を上座としてともに修行した。修行の合間に詩歌を楽しみ、熊沢蕃山・北村季吟など多数の著名人と交友関係があった。
1667年（寛文7年）に母の妙種の喪を営み、摂津の高槻にいたり一月あまり留まるがその翌年正月に病を得て、自ら死期を悟って深草に帰る。日燈に後事を託して寂す。享年46。遺体は称心庵のそばに葬られ、竹三竿を植えて墓標に代えたという。辞世として「鷲の山　常にすむてふ　峰の月　かりにあらはれ　かりにかくれて」という歌がある。

## 校訂・著作
仏書から医学書まで数多くの著書を著した。江戸時代から影響力があり、日政の著作に関する注釈書が数多く刊行された。
校訂者としては、『訓点天台三大部輔正記』・『大智度論』・『涅槃経会疏』・『法苑珠林』・『釈門章服義』・『袁中郎全集』・『宝物集』などの業績がある。
著作としては、『如来秘蔵集』6巻・『小止観鈔』3巻・『龍華傳鈔』3巻・『本朝法華傳』3巻・『扶桑隠逸傳』3巻・『元々唱和集』2巻・『衣裏宝珠鈔』・『釈氏二十四孝』・『釈門孝傳』・『龍華歴代師承傳』・『身延山七面記』・『身延山紀行』・『溫泉遊草』・『称心病課』・『草山要路』・『草山和歌集』・『食医要編』・『以空上人方丈記首書』・『聖凡唱和』・『都土産』・『霞谷法語』・『江左垂示』・『唱題得意』・『題目和歌鈔』がある。
明から亡命して名古屋藩に仕えていた陳元贇の影響を受け、漢詩人としても知られる。性霊派の祖と称される。漢詩文集に『草山集』30巻・『谷口山詩集』6巻がある。

### 訳注・評伝
- 『江戸詩人選集第一巻　石川丈山　元政』 上野洋三訳注、岩波書店、1991年、復刊2001年
- 植木雅俊『江戸の大詩人 元政上人　京都深草で育んだ詩心と仏教』 中央公論新社<中公叢書>、2018年